# Jos van Beest
Jos van Beest (22 juli 1956) is een Nederlandse easy-listening jazzpianist.
Jos Van Beest is een zoon van pianist en violist Arnold van Beest (1913 - 1960). Jos Van Beest speelt sinds 1979 met zijn gelijknamige trio in binnen- en buitenland. Ook treedt hij solo op. In 1982 maakte hij deel uit van de latinjazzformatie Sambita. Hij was van 1980 tot 1995 huispianist van de Wereldomroep. Hij won in 1992 met het Jos van Beest trio " Swinging Groningen", werd genomineerd voor de Pall Mall Swing-ward en werd Jos van Beest in 1993 onderscheiden met de prestigieuze "DENON SWING SOCIETY AWARD" voor solopiano. In 1993 verscheen zijn debuutalbum, "Because of You".  Na zijn ontmoeting met de Canadese jazzpianist Oscar Peterson in 1998 staat hij vanaf 1999 onder contract bij het Japanse jazzlabel Atelier Sawano. Ook maakt hij albums voor dit Japanse label samen met zijn vrouw, zangeres Mariëlle Koeman.

## Discografie
- Because of You, Atelier Sawano, 1993
- From the Heart (met Mariëlle Koeman), Ateliere Sawano, 2001
- Everything for You, Atelier Sawano, 2001
- Songs of Winds and Lights (dvd), Atelier Sawano, 2002
- Swingin' Softly, Atelier Sawano, 2003
- Between You and Me (met Mariëlle Koeman), Atelier Sawano, 2004
- Songs of Winds & Love (DVD), Atelier Sawano MV001, 2005
- Exclusively for You, Atelier Sawano, 2007
- Speaking of Love, (met Mariëlle Koeman), Atelier Sawano, 2009
- The Ginza Shuffle, (Atelier Sawano) 2011
- Love Bossa, (met Mariëlle Koeman), Atelier Sawano, 2012
- I Love You, ( Atelier Sawano), 2013
- Natural, (met Mariëlle Koeman ) Atelier Sawano, 2015
- Close To Me, (Atelier Sawano ), 2016
- Love Is The Answer (met Mariëlle Koeman) Atelier Sawano, 2019
- If You Only Knew, Atelier Sawano, AS503, 2024